# Paulsdorf (Dippoldiswalde)

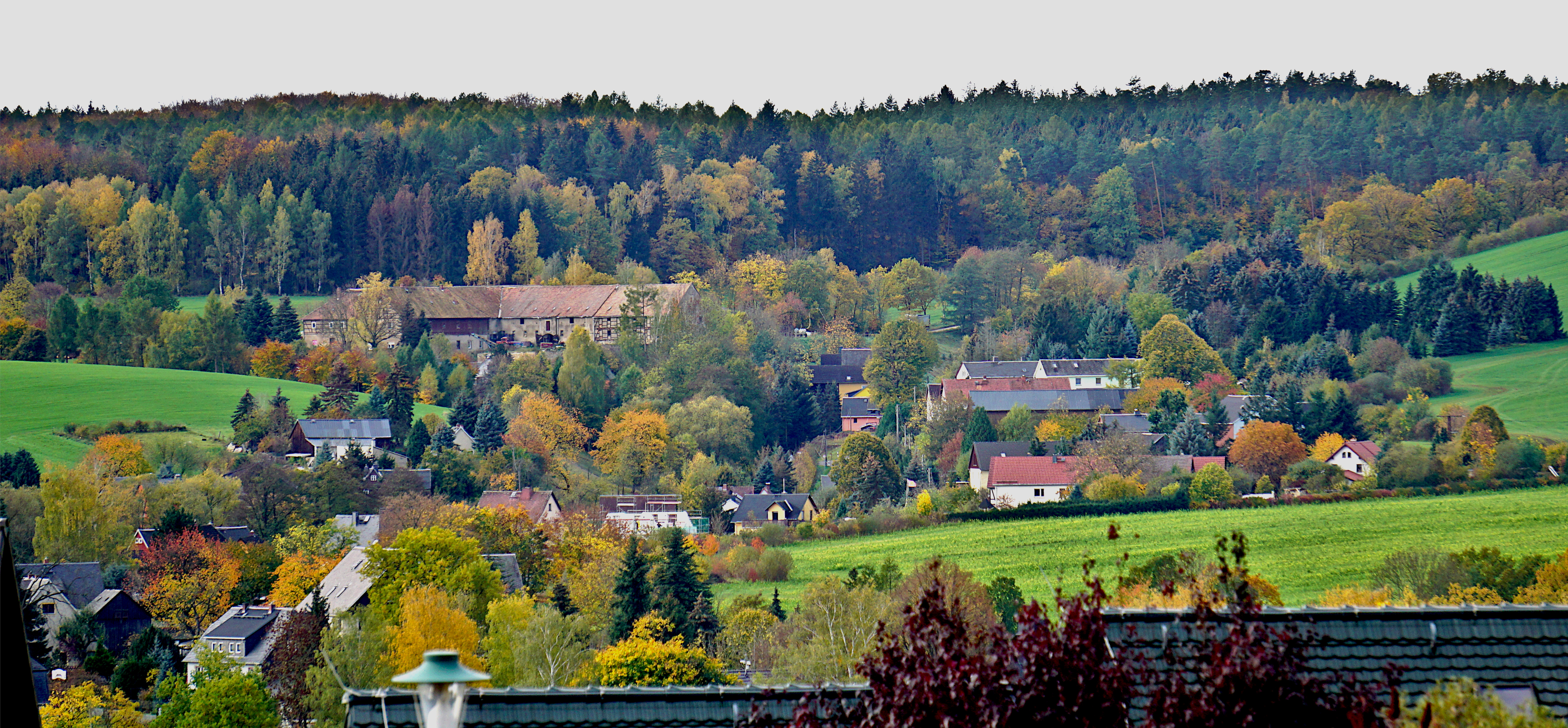
Blick auf Paulsdorf von Malter aus

Paulsdorf ist ein staatlich anerkannter Erholungsort und Ortsteil der sächsischen Großen Kreisstadt Dippoldiswalde im Landkreis Sächsische Schweiz-Osterzgebirge.

## Geographie

### Lage
Paulsdorf liegt etwa drei Kilometer nordwestlich von Dippoldiswalde. Direkt östlich von Paulsdorf befindet sich die Talsperre Malter, die von der Roten Weißeritz gespeist wird. Nordwestlich des Ortes liegt die Erashöhe, südöstlich der Steinbachsberg an dem Waldgebiet Böthchen.

### Nachbarorte
Paulsdorf wird im Norden von Seifersdorf, im Westen von Ruppendorf, im Osten von Malter, im Südwesten von Reichstädt, im Süden von Berreuth, im Südosten von Dippoldiswalde.

## Geschichte

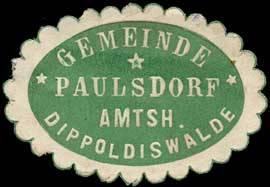
Siegelmarke der Gemeinde Paulsdorf

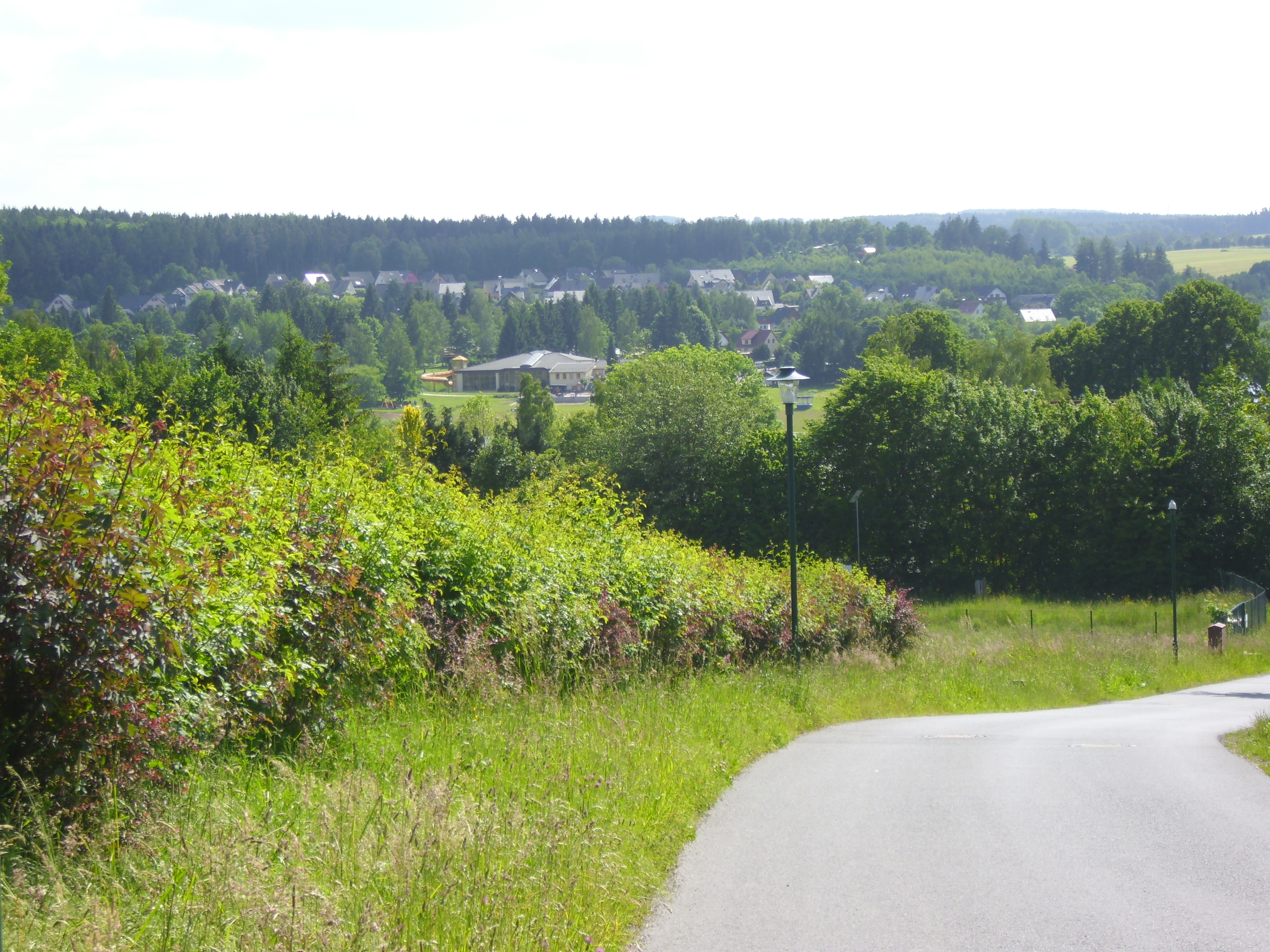
Blick nach Paulsdorf mit dem Mühlefeld und Erlebnisbad

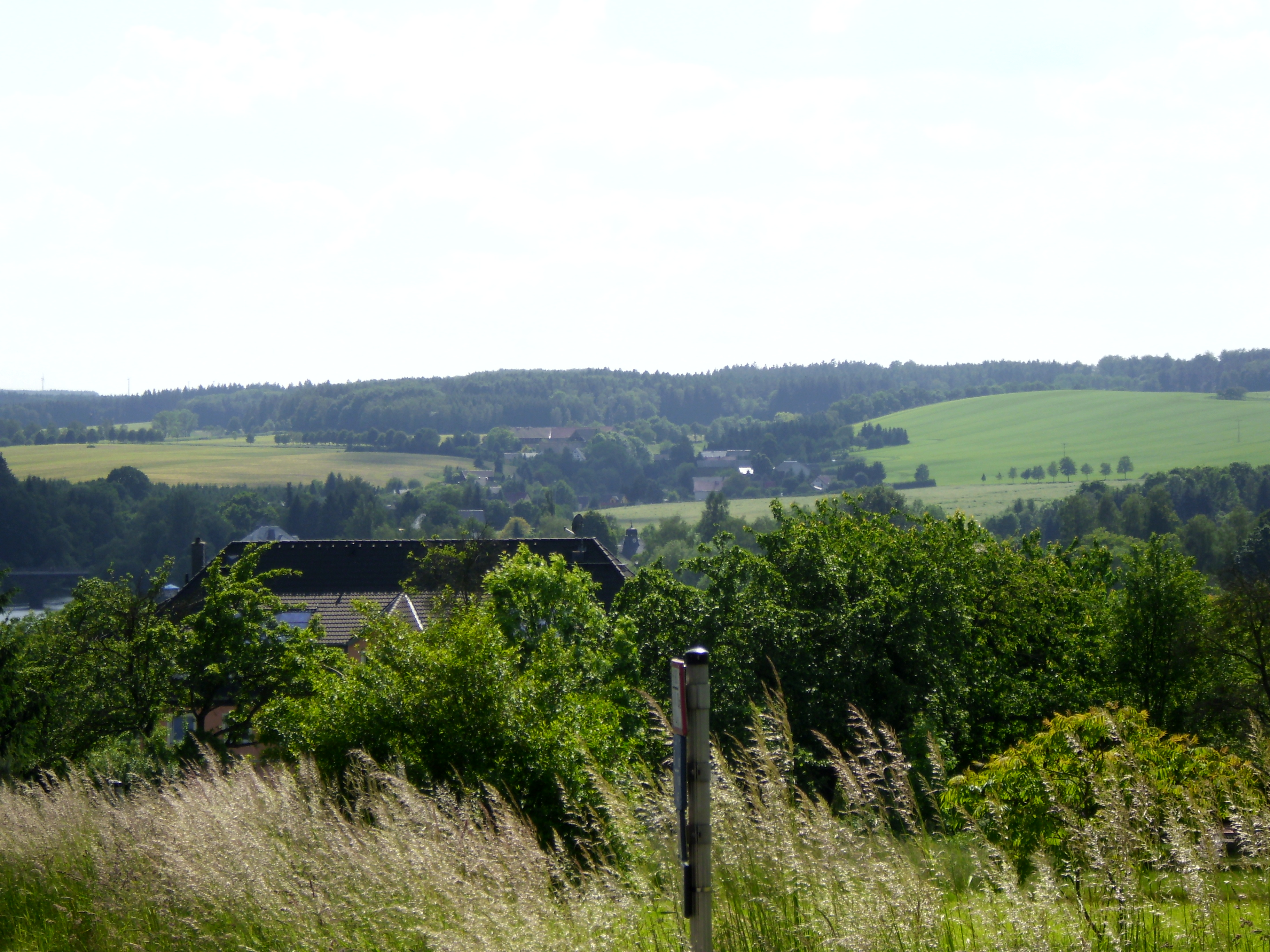
Blick auf den alten Ortskern von Paulsdorf

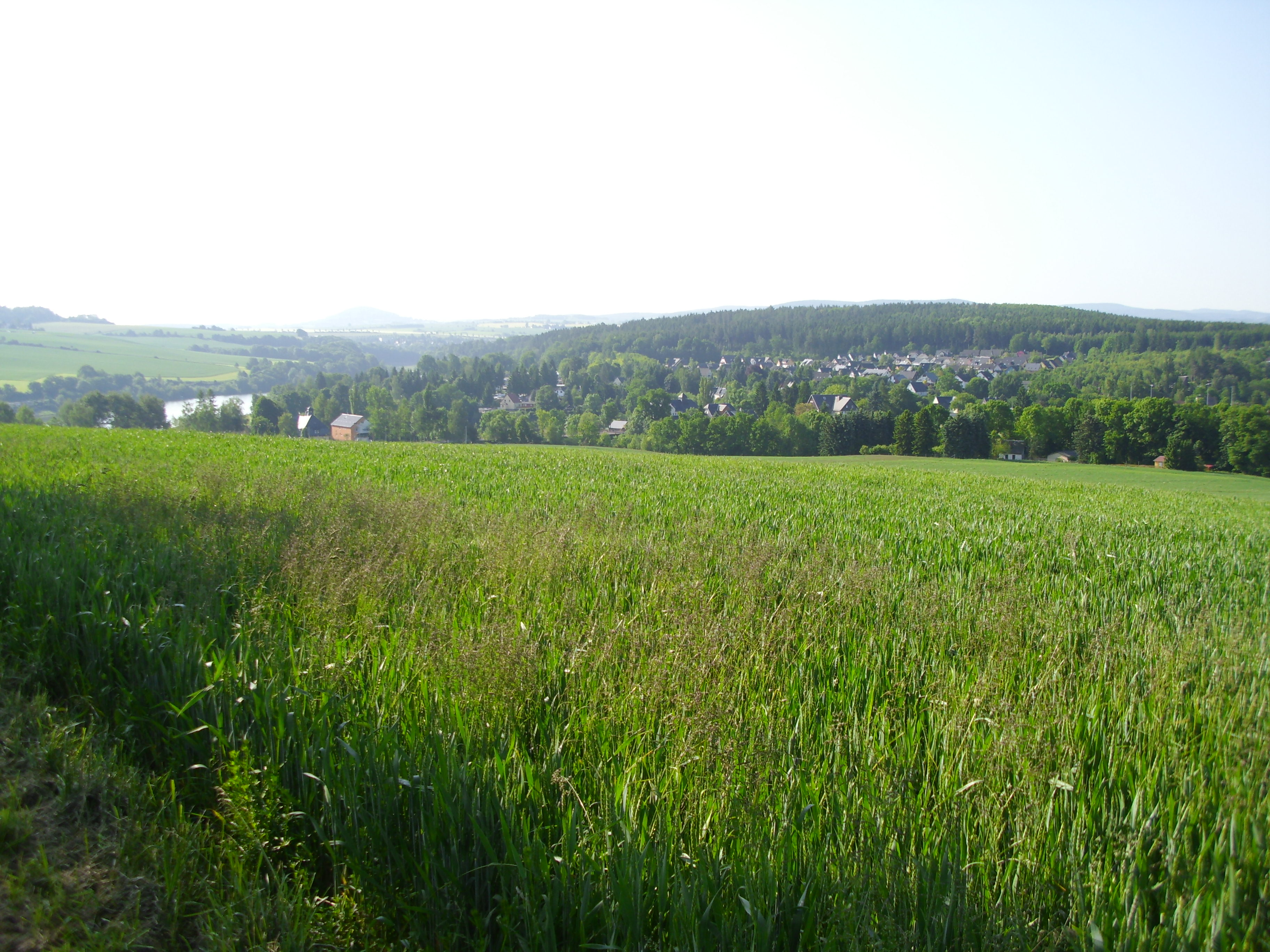
Paulsdorf, das Mühlefeld und Alte Schule

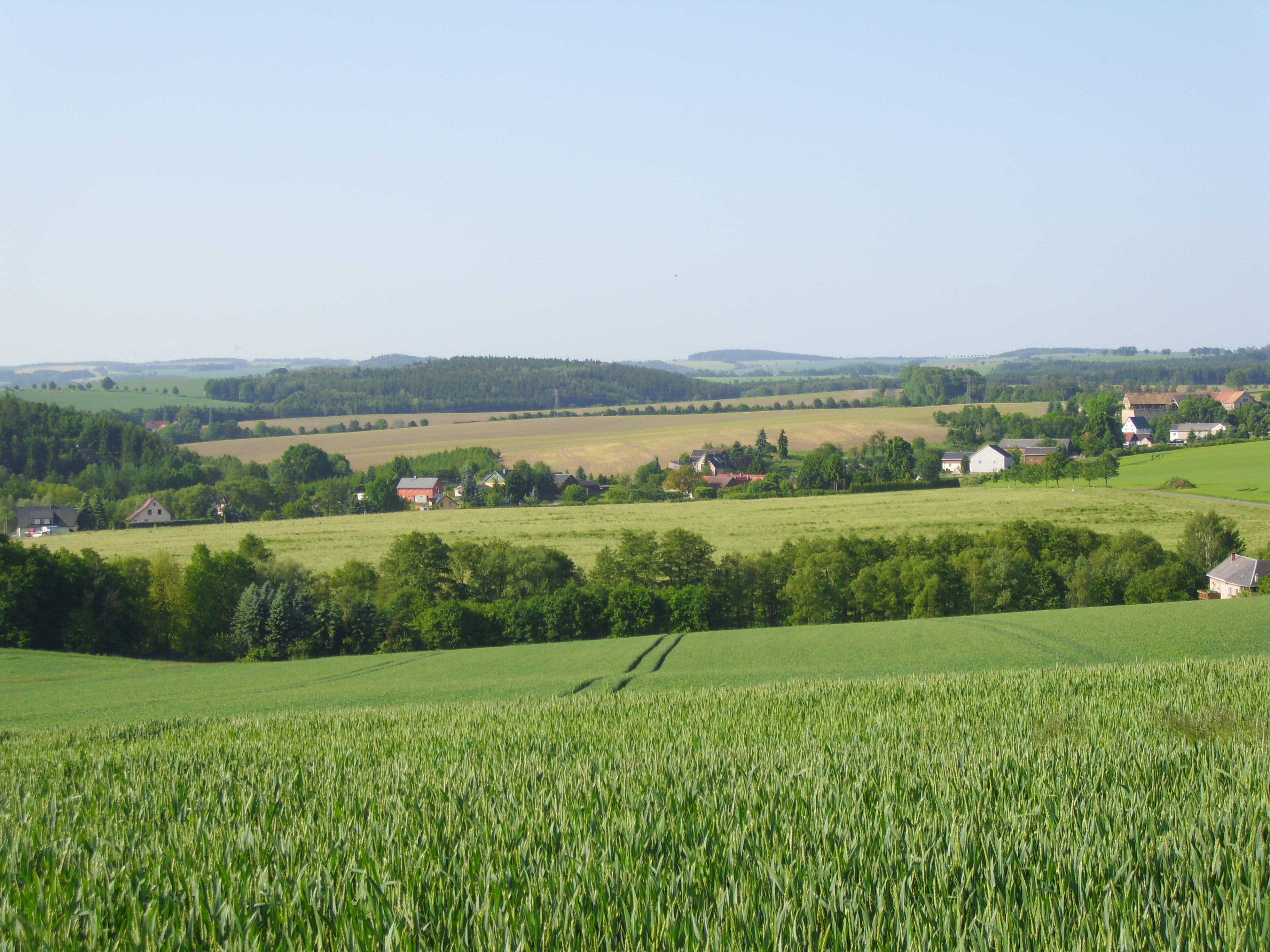
Der Alte Ortskern von Paulsdorf

Paulsdorf ist als Waldhufendorf angelegt und wurde 1312 erstmals als Pauwilsdorf erwähnt. Zwischen 1564 und 1639 wurde die Schäferei, zum Rittergut Berreuth gehörig, am oberen Ende des Ortes als Vorwerk bezeichnet. Die Bauern des Ortes mussten Dienste beim Rittergut Berreuth leisten. 1464 war Paulsdorf zur Pflege Dippoldiswalde, 1565 zum Amt Berreuth und ab 1590 zum Amt Dippoldiswalde gehörig. Von 1856 bis 1875 lag die Verwaltungszugehörigkeit beim Gerichtsamt Dippoldiswalde, danach zur gleichnamigen Amtshauptmannschaft. Im November 1760 quartierte sich das Kaiserlich-Habsburgische Regiment Pallavicini mit allen drei Verbänden, der Grenadier-Companie im Verbunde der Reichsarmee unter dem Kaiserlichen General Ludwig von Seckendorf, FMLT Guasco und FZM Macquire in Paulsdorf, Paulshain und Seifen über den Winter ein. Die Maltermühle auf Paulsdorfer Flur zum Rittergut Berreuth gehörig, wird bereits 1586 erwähnt. Die Schäferei, Am Weidegut 2, brannte in der Nacht des 3. April 1856 samt allen 1000 Schafen ab, wurde aber wieder aufgebaut, am 18. Februar 1927 erkaufte die Weidegenossenschaft Dresden das Weidegut mit ca. zugehörigen 95 Hektar Land, am 1. Mai 1927 wurden erstmalig 135 Jungrinder aufgetrieben. Heute ist hier der Reit und Fahrverein Weidegut Paulsdorf e. V. Am früheren untersten Ende des Ortes stand einst der große Vierseiten-Hof der 1637 erwähnten Ortsrichterfamilie Hünchen, ab 1736 der Ortsrichterfamilie Spieß die zuletzt keine Richter mehr waren, eine Zeit lang Gemeindepachtgut und seit 1933 wieder in Privathand gehörenden Ortsrichtergut, das Wohn und Richterhaus, die Thomas-Müntzer-Straße 17, blieb bis heute erhalten. Das alte Spritzenhaus an der Kreuzung Seifenstraße wurde bereits 1843 genannt. 1844 gründete der Lehrer Christian Traugott Mey den Paulsdorf-Malter Leseverein, der heute nicht mehr besteht. 1807 erhielt Paulsdorf im Seitengebäude des 1/4 Hüfners Grumbt die erste Schmiede, die vom Schmiedepächter Golzsche betrieben wurde. Später wurde die Schmiede im Gasthof Paulsdorf betrieben. Im selben Jahr 1807 war auch der Ortsrichter Johann Christoph Liebscher im Ort tätig, dem 1832 Carl Gottlob Pretzschner und 1843 Johann Traugott Buschmann folgte.
Die Bevölkerung Paulsdorfs bestand 1925 aus 157 evangelisch-lutherischen und elf katholischen Einwohnern. 1950 wurde das benachbarte Dorf Paulshain eingemeindet. Zwei Jahre später wurde Paulsdorf ein Teil des Kreises Dippoldiswalde, der aus der Amtshauptmannschaft entstand. Mit der Nachbargemeinde Malter wurde Paulsdorf 1974 zu Malter-Paulsdorf vereinigt; diese Gemeinde trennte sich 1991 wieder in zwei selbstständige Gemeinden. Die Landkreise Dippoldiswalde und Freital schlossen sich 1994 zusammen und bildeten fortan den Weißeritzkreis. Eine erneute Vereinigung mit Malter erfolgte 1996. Es schlossen sich Paulsdorf, Malter und Seifersdorf zur neuen Gemeinde Malter zusammen, die 2003 nach Dippoldiswalde eingemeindet wurde. 1956 erfolgte die Anerkennung zum Kurort. Am 21. Juni 1996 wurde das Erlebnisbad Paulsdorf eingeweiht. Am 28. Mai 2025 wurde der Kreisverkehr nach 13 monatiger Bauzeit für den Verkehr freigegeben.

## Schule
1842 entstand das erste Schulhaus mit einer Schulstube, gegenüber der heutigen Feuerwehr, nach Ankauf einer Wiese mit Birkenwald von dem Hüfner Carl Gottlob Spieß. 1843 begann der Schulunterricht, in welchen die Kinder von Paulsdorf, Malter, Seifen und Paulshain (von 1878–1935 auch Berreuth) zur Schule gingen. Erster Lehrer war Karl Schwenke, ihm folgte der Lehrer Christian Traugott Mey (Vater von Ernst Mey) von 1844–1852. 1892 wurde die Schule durch einen zweiten Klassenraumanbau erweitert. 1913 wurde die Neue Schule mit seiner markanten Schuluhr auf Seifersdorfer Flur eingeweiht, in der sich heute die Kindertagesstätte Wasserflöhe befindet. Nach 1914 wurde die Schule nach Paulsdorf umgeflurt. Unterhalb der Schule befand sich am Strand das zu Seifersdorf gehörende, 1800 erbaute Madische Wohn- und Stallhaus, das durch einen Blitzbrand 1883 neu aufgebaut und zuletzt, Tittel gehörig, 1912 geschliffen wurde. Die alte Schule wird seit dem Jahre 1913 für Wohnzwecke genutzt. 1915 verschwand der alte Schulsteig, der von der Höhe der Seifener Straße zur Alten Schule verlief.

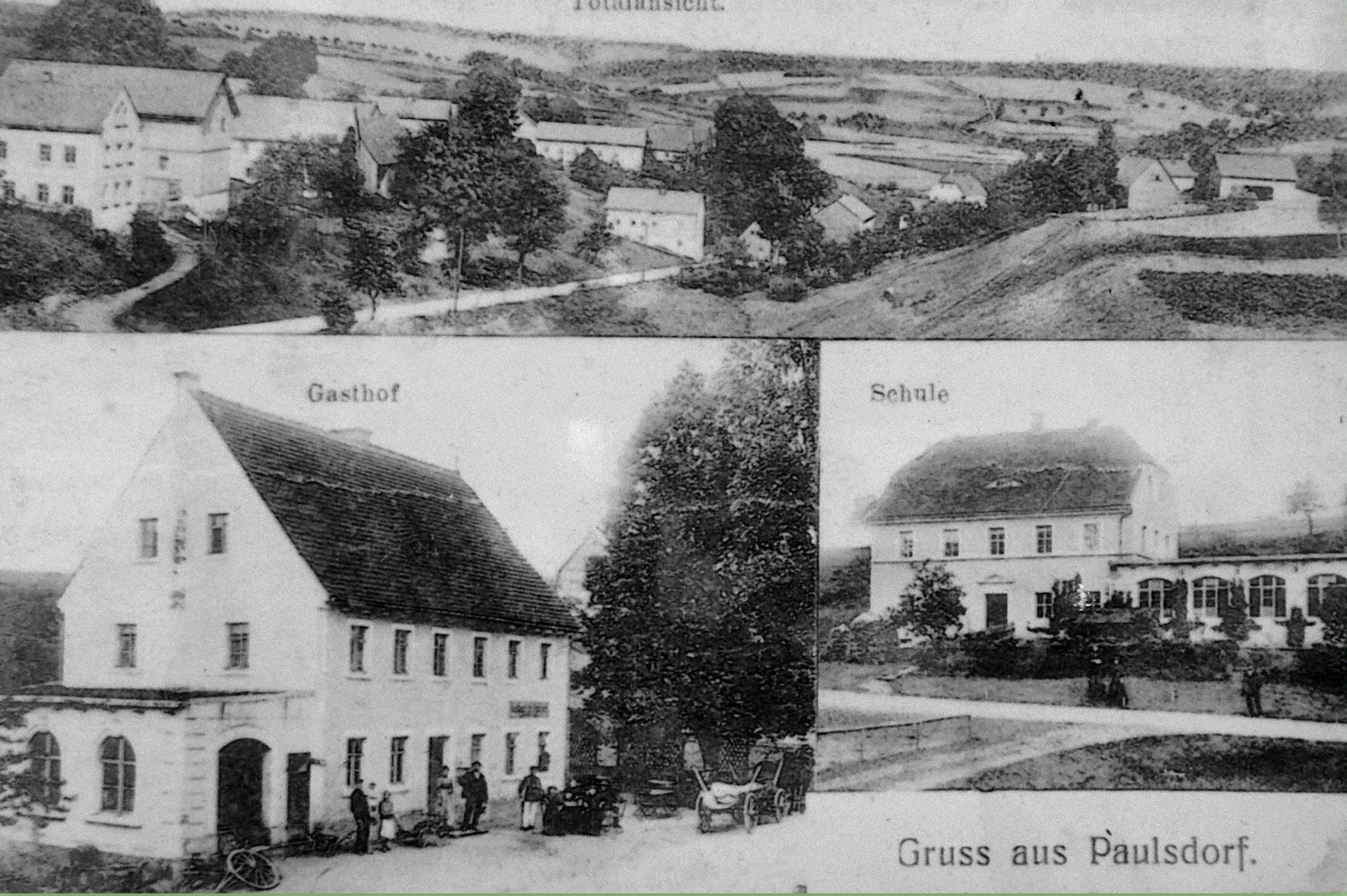

## Betsäulen
Im Ort stehen zwei Betsäulen, auch Pestsäulen genannt, ein Bildstock an der Straße nach Seifen (dem ehemaligen Kirchweg nach Seifersdorf) zeigt an allen Seiten biblische Bilder. Dessen Kopfstück wurde 1888/1889 beim Roden eines Haselnussstrauchs beim Anwohner „Gotthelf August Köhler“ geborgen, dessen Sohn Ernst Köhler nach dem Jahre 1915 sich vom Dippoldiswalder Mühlenbesitzer Röllig eine Steinsäule erkaufte und das Kopfstück auf diese setzte. 1989 wurde das Kopfstück erneut geborgen und erneut auf eine neue Säule gesetzt (eine Säule desselben Bildhauers steht auf dem Kirchplatz in Dippoldiswalde). Der zweite Bildstock am Kreisverkehr zeigt das biblische Bild der Kreuzigung, dessen innenliegendes Bildrelief in dem Kopfstück aus einer alten Betsäule stammt und zuletzt im Hause „Hermann Zimmermann“ Nr. 19 an der ehemaligen Straße im gefluteten Niedermalter bis 1912 über einer Tür eingemauert, und vom Baumeister Fritzsch, der eine neue Säule nebst Kopfstück fertigte, auf einen Felsen am Staubecken unterhalb des heutigen Campingplatzes dem Flurstück 207 ehemals Rüdiger Wald im Jahre 1914 aufgestellt war, bereits 1923 stand sie an ihrer heutigen Stelle am Seeblick. Beide entstanden in spätgotischer Zeit (vor 1539).

## Talsperre
Durch den Bau der Talsperre von 1909 bis 1912 verschwanden Teile der Orte Malter, Paulsdorf und Seifersdorf, die in einer kleinen Häuslersiedlung im jetzigen Staubecken standen, der alte bereits 1861 erwähnte Gasthof & Schmiedewerkstatt „Kirchner“ unterhalb der heutigen Feuerwehr am Beginn des Stauraums, wo die alte Straße ins Tal verlief, wurde bis 1913 abgetragen. Es entstanden 1914 das Strandbad Paulsdorf als Strandbad Seeblick genannt, die Gaststätte Seeblick 1915 und die neue Schule 1913 auf Seifersdorfer Flur, nach der Umflurung nach 1914 auf Paulsdorfer Flur, welche die Grenze zum benachbarten angrenzenden Ort Seifersdorf mit dem Freibad und einzelnen Häusern bildet. Durch kommunale Gegebenheiten verweist schon in dem zu Seifersdorf gehörenden Ortsteil das Ortseingangsschild auf Paulsdorf.

## Tourismus
Dem Besucher werden im Ort folgende touristische Einrichtungen angeboten:
- Rezeption mit Campingplatz und Strandbad der Weißeritztal Erlebnis GmbH
- Erlebnisbad Talsperre Malter
- Gasthaus und Hotel „Paulsdorfer Hof“
- Gasthaus und Hotel „Landhotel Paulsdorf“
- Eisoase

Bekannte Ausflugsziele sind:
- Waldgebiet Böthchen
- Paulsdorfer Heide
- Seifen

## Entwicklung der Einwohnerzahl
Entwicklung der Einwohnerzahl Paulsdorfs:
| Jahr | Einwohner                     |
| ---- | ----------------------------- |
| 1551 | 19 besessene Mann, 7 Inwohner |
| 1764 | 13 besessene Mann, 2 Häusler  |
| 1834 | 126                           |
| 1871 | 145                           |
| 1890 | 121                           |
| 1910 | 169                           |
| 1925 | 168                           |
| 1939 | 227                           |
| 1946 | 339                           |
| 1950 | 285                           |

| Jahr | Einwohnerzahl |
| ---- | ------------- |
| 1964 | 339           |
| 2006 | 706           |
| 2007 | 707           |
| 2008 | 703           |
| 2009 | 697           |
| 2010 | 703           |
| 2011 | 696           |
| 2012 | 709           |
| 2013 | 709           |
| 2014 | 698           |

| Jahr | Einwohnerzahl |
| ---- | ------------- |
| 2020 | 659           |

### Ortsnamenformen
Der Name des Ortes Paulsdorf änderte sich geschichtlich wie folgt:
- 1312: Pauwilsdorf
- 1412: Pauwelstorff
- 1464: Pawelstorff
- 1486: Paulstorff
- 1506: Peulsdorff
- 1548: Paulsdorff
- 1627: Balsdorff

## Belege
1. ↑  Wo Dipps Einwohner gewinnt und verliert. Abgerufen am 28. November 2022.
2. ↑  Schäferei Paulsdorf. In: Weißeritz Zeitung. Slub, 4. April 1856, abgerufen im Jahr 2024.
3. ↑  Weidegut Paulsdorf. In: Weißeritz Zeitung. SLUB, 19. Februar 1927, abgerufen im Jahr 2024.
4. ↑  Weidegnossenschaft Paulsdorf. In: Weißeritz Zeitung. SLUB, 12. Mai 1927, abgerufen im Jahr 2024.
5. ↑  13 Jähriges Jubiläum Leseverein Paulsdorf. In: Weißeritzzeitung. SLUB, 27. März 1857, abgerufen im Jahr 2024.
6. ↑  Nachruf. In: Weißeritz Zeitung. SLUB, 31. Mai 1860, abgerufen im Jahr 2024.
7. ↑  Gemeinden 1994 und ihre Veränderungen seit 01.01.1948 in den neuen Ländern, Verlag Metzler-Poeschel, Stuttgart, 1995, ISBN 3-8246-0321-7, Herausgeber: Statistisches Bundesamt (mit der Angabe 1. Januar 1991)
8. ↑  Regionales. Abgerufen am 28. November 2022.
9. 1 2 3  Paulsdorf im Historischen Ortsverzeichnis von Sachsen
10. ↑  Das Gebiet der Talsperre Malter. In: Weißeritz Zeitung. SLUB, 19. Mai 1914, abgerufen im Jahr 2024.
11. ↑  Tagesgeschichten. In: Weißeritz Zeitung. SLUB, 11. Mai 1882, abgerufen im Jahr 2024.
12. ↑  Gedenktage 1932. In: Weißeritz Zeitung. SLUB, 5. Februar 1932, abgerufen im Jahr 2024.
13. ↑  Örtliches und Sächsisches. In: Weißeritz Zeitung. SLUB, 31. Januar 1927, abgerufen im Jahr 2024.
14. ↑  Ortskundliches von Dippoldiswalde. In: Weißeritz Zeitung. SLUB, 20. Januar 1919, abgerufen im Jahr 2024.
15. ↑  Lokales und Sächsisches. In: Weißeritz Zeitung. SLUB, 29. Mai 1919, abgerufen im Jahr 2024.
16. ↑  Dippoldiswalde. In: Weißeritz Zeitung. SLUB, 19. Mai 1923, abgerufen im Jahr 2024.
17. ↑  Hantzsch Hermann: Zimmermann Haus & Relief in Niedermalter. In: OBJ.33083433. Deutsche Fotothek, 19. Februar 1913, abgerufen im Jahr 2024.
18. ↑  Paulsdorf. In: Weißeritz-Zeitung. SLUB, 22. Februar 1915, abgerufen im Jahr 2024.
19. ↑  Unser Strandbad. In: Weißeritz-Zeitung. SLUB, 11. Juli 1914, abgerufen im Jahr 2014.
20. ↑  Weihe der Paulsdorfer Schule. In: Weißeritz Zeitung. SLUB, 4. Dezember 1913, abgerufen im Jahr 2024.
21. ↑  Einwohnerzahlen für Dippoldiswalde und Ortsteile (Memento des Originals vom 30. Januar 2015 im Internet Archive)  Info: Der Archivlink wurde automatisch eingesetzt und noch nicht geprüft. Bitte prüfe Original- und Archivlink gemäß Anleitung und entferne dann diesen Hinweis. auf dippoldiswalde.de